# Sofie Björling
Sofie Björling, född 1962, är en svensk tennisspelare. Hon har vunnit SM i tennis flera gånger i både dubbel och mixed. Hon har kommit till final i singel i SM.